# Керла-Юрт
Керла-Юрт (чечен. Керла-Йурт— «новое село») — село в Грозненском районе Чеченской Республики. Входит в состав Побединского сельского поселения.

## География
Село расположено в Алханчуртской долине, по обоим берегам Алханчуртского канала, в 9 км к западу от центра сельского поселения — Побединское и в 17 км к северо-западу от города Грозный.
Ближайшие населённые пункты: на севере — село Зебир-Юрт, на востоке — посёлки Долинский и Гунюшки, на юге — село Самашки, на юго-западе — станица Серноводская, на западе — село Нагорное и на северо-западе — село Бартхой.

## История
В 1977 году указом Президиума ВС РСФСР посёлок фермы № 2 совхоза «Грозненский молочный» был переименован в село Керлаюрт.

## Население
| 1990 | 2002  | 2010  |
| ---- | ----- | ----- |
| 1138 | ↗1307 | ↗1506 |

## Тайпы
Тейповый состав села:
- Ачалой
- Нижалой
- Келой
- Ригахой
- Чубахкинарой
- Хиндой
- Мулкой
- Гендаргеной
- Нохчи-Келой
- Эрсеной
- Нашхой
- Чартой
- Богачарой
- Саьрбалой
- Лаьшкарой

## Образование
- Керла-Юртовская муниципальная средняя общеобразовательная школа[9].